# 默辛根
默辛根（德語：Mössingen，發音：[ˈmœsɪŋən] ⓘ）是德国巴登-符腾堡州蒂宾根行政区蒂宾根县的城市，面积50.03平方千米，2023年12月31日人口为20,979人。

## 友好城市
- 法國 圣于连昂热讷瓦